# Johann Heinrich König
Johann Heinrich König (* 1705; † 8. April 1784 in Münster) war ein deutscher Holzbildhauer des Spätbarock. Als Nachfolger von Johann Christoph Manskirch († 1762) war er Hofbildhauer in Münster (Westfalen).

## Leben
Johann Heinrich König wurde um 1705 geboren. Belegt ist seine Heirat mit Maria Katharina Wiggermann im Jahr 1752. Das Paar hatte eine Tochter. Die Familie war 1770 im Einwohnerverzeichnis der Stadt Münster mit Wohnsitz in der Leischaft Jüdefeld verzeichnet. Zum Haushalt gehörte auch eine Magd. 1764 wurde König zum Hofbildhauer des Fürstbischofs von Münster, Maximilian Friedrich von Königsegg-Rothenfels, ernannt.

## Werke

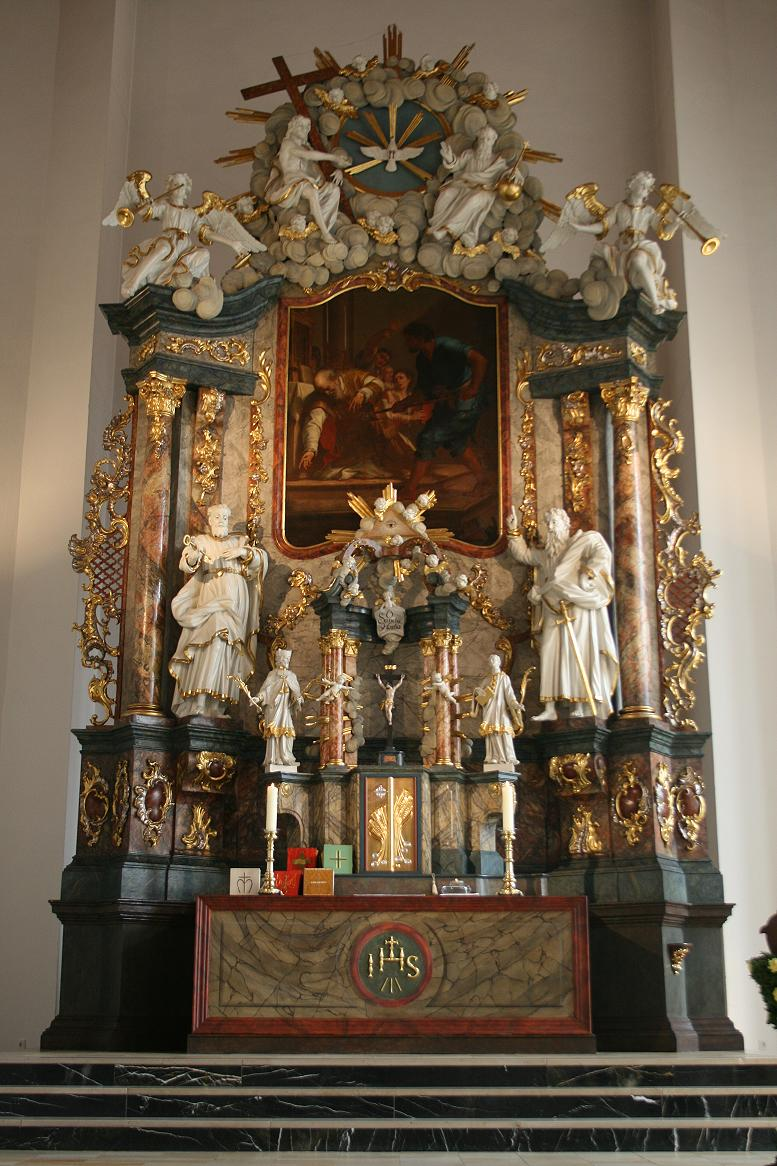
Von König 1754/1755 geschaffener Hochaltar in der katholischen Pfarrkirche St. Dionysius Recke

Das früheste Werk Königs, das auch archivalisch belegt ist, stammt aus dem Jahr 1738. Es ist das Epitaph für Anton Heinrich Hermann von Velen im südlichen Seitenschiff des St.-Paulus-Doms in Münster. 1754/55 schuf er den Hochaltar der katholischen Pfarrkirche St. Dionysius in Recke. Nicht erhalten sind zwei Seitenaltäre, die er 1764 anfertigte. Königs Kanzel der Kirche aus dem Jahr 1771 befindet sich jetzt in der Kirche des Franziskanerklosters in Warendorf.
König erhielt Aufträge sowohl im Oberstift Münster (heute Nordrhein-Westfalen) als auch im Niederstift Münster (heute Niedersachsen). So stammen der Hochaltar und die Seitenaltäre der 1766 geweihten katholischen Pfarrkirche St. Katharina in Voltlage aus seiner Werkstatt. In der Kirche St. Georg in Thuine sind zwei Apostelfiguren erhalten, außerdem eine Marienfigur im Pfarrhaus. Für St. Amandus in Aschendorf/Ems fertigte König mehrere Figuren für den von Franz Rudolph Jöllemann (1703–1767), dem Sohn von Thomas Simon Jöllemann, errichteten Hochaltar. Es sind die Skulpturen des Kirchenpatrons Amandus sowie von Johann von Nepomuk, Antonius von Padua und Franz Xaver. Sie gelten als die besten Arbeiten Königs.
In der katholischen Pfarrkirche St. Benedikt in Lengerich (Emsland) gehörten die Figuren der Heiligen Benedikt und Johannes Baptist vermutlich ursprünglich zum Hochaltar. Drei Altäre fertigte König zwischen 1766 und 1769 für die St.-Andreas-Kirche in Krapendorf (heute Cloppenburg) an, außerdem den Hochaltar der Propsteikirche St. Georg in Vechta. In der katholischen Pfarrkirche St. Vitus (Visbek) sind sechs lebensgroße Skulpturen erhalten. Auch die katholische Filialkirche St. Jacobus (Lutten) ist mit mehreren Apostelfiguren des Künstlers ausgestattet.
Zu weiteren Arbeiten Königs zählen zwei Heiligenfiguren der katholischen Pfarrkirche in Oberlangen, Apostelfiguren in Vestrup, Barßel, Beesten und Essen (Oldenburg). Die Rokoko-Büsten von Ignatius von Loyola und Franz Xaver in der Pfarrkirche von Hebelermeer befanden sich vermutlich ursprünglich in Meppen. Nachdem das Franziskanerkloster in Aschendorf/Ems abgebrannt war, stattete König den Kirchenneubau mit neuen Altären aus. Der Hochaltar befindet sich heute in der 1856 erbauten Pfarrkirche in Vinnen.